# Leszek Tokarz
Leszek Michał Tokarz [výsl. přibližně lešek michau tokař] (* 9. července 1953 Nowy Targ) je bývalý polský hokejový útočník.  Jeho bratrem je bývalý hokejista Wiesław Tokarz.

## Hráčská kariéra

### Klubová kariéra
V polské lize hrál za tým Podhale Nowy Targ (do 1972), GKS Katowice (1973—1977) a Zagłębie Sosnowiec (1978—1981). Je čtyřnásobným mistrem Polska. V polské lize nastoupil v 344 utkáních a dal 270 gólů. Později působil v Německu.

### Reprezentační kariéra
Polsko reprezentoval na olympijských hrách v roce 1972 a na 7 turnajích mistrovství světa v letech 1972–1979. Celkem za polskou reprezentaci nastoupil v letech 1971–1979 v 106 utkáních a dal 45 gólů.